# أبو المرهف النميري
الأمِيرُ أبُو المُرْهَفَ نَصْرُ بْنُ مَنْصُورَ بْنَ الحَسَنَ بْنَ جَوْشَنِ بْنِ مَنْصُورَ بْنَ حُمَيدٍ النُّمَيْرِي هو شاعر ضرير ولد يوم الأربعاء 13 جمادى الآخرة 501 هـ بالرافقة. من أولاد أمراء العرب، أمه بَنَّة بنت سَالِمَ بْنَ مَالِك العُقَيْلِي. نشأ بالشام، وخالط أهل الأدب، وقال الشعر الفائق وهو مراهق. أصاله الجدري وعمره أربع عشرة سنة، فضعف بصره، فكان لا يبصر إلا شيئاً قريباً منه. ثم وقع اختلافٌ بين عشيرته بعد موت والده، واختل أمرهم. فسار إلى بغداد طامعاً في مداواة عينيه، فأيأسته الأطباء من ذلك، فاشتغل بالقرآن فحفظه، وتفقه على مذهل الإمام أحمد بن حنبل، وقرأ العربية على أبي منصور بن الجواليقي.

## سمعه للحديث
سمع الحديث من القاضي أبي بكر محمد بن عبد الباقي الأنصاري وأبي البركات عبد الوهاب بن المبارك الأنماط وأبي الفضل محمد بن ناصر وغيرهم. وقرأ الأدب على أبي منصور ابن الجواليقي، وقال الشعر، ومدح الخلفاء والوزراء والأكابر، وحدث، وكان زاهداً ورعاً، حسن المقاصد في الشعر، له ديوان شعر.
من شعره ما يلي:
شعره فيه رقة وجزالة، وكان ببغداد كثير الانقطاع إلى الوزير عون الدين بن هبيرة وله فيه مدائح.

## من شعره
وله في رثاء عبد القادر الجيلاني قصيدة قالها غداة دفن الشيخ عبد القادر، فيها دلالات على مكانة الجيلاني في الفقه والتصوف، فمنها قوله:

## وفاته
توفي الأمير نصر يوم الأربعاء 28 ربيع الآخر 588 هـ ببغداد وله ثمانٌ وثمانون سنة، ودفن بباب حرب.